# Élection présidentielle américaine de 1840 en Alabama
L'élection présidentielle américaine de 1840 en Alabama se déroule du 30 octobre au 2 décembre 1840, dans le cadre de l'élection présidentielle de 1840. Elle voit la victoire du président sortant Martin Van Buren sur l'ancien général et sénateur de l'Ohio William Henry Harrison.

## Résultats
| Candidats              | Candidats              | Candidats       | Grands électeurs | Vote populaire | Vote populaire |
| À la présidence        | À la vice-présidence   | Parti           | Grands électeurs | Voix           | %              |
| ---------------------- | ---------------------- | --------------- | ---------------- | -------------- | -------------- |
| Martin Van Buren       | Richard Mentor Johnson | Parti démocrate | 7                | 33 996         | 54,38          |
| William Henry Harrison | John Tyler             | Parti whig      | 0                | 28 515         | 45,62          |